# تل خالی
تل‌خالی، روستایی از توابع بخش مرکزی شهرستان بویراحمد در استان کهگیلویه و بویراحمد ایران است.
این روستا شرقی ترین نقطه استان کهگیلویه و بویراحمد از لحاظ مختصات جغرافیایی و مسکونی بودن است.

## جمعیت

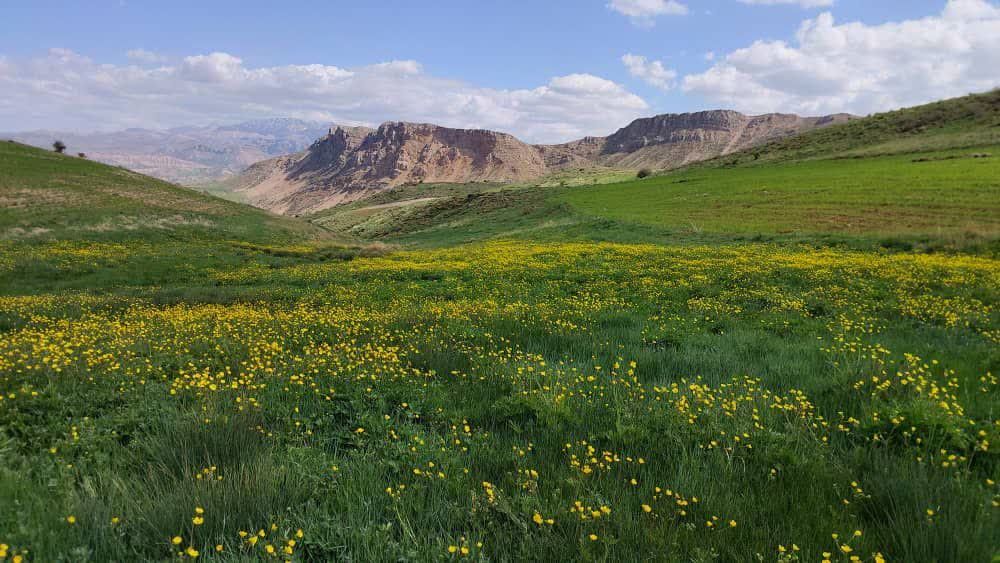
فصل بهار دشت تل خالی کاکان

این روستا در دهستان کاکان قرار دارد و براساس سرشماری مرکز آمار ایران در سال ۱۳۸۵، جمعیت آن ۱۵ نفر (؟ خانوار) بوده‌است.